# Раговой, Джерри
Джерри Раговой (4 сентября 1930 — 13 июля 2011) — американский поэт, автор песен и продюсер.
Его самое известное произведение — песня Time Is on My Side (написанная под авторским псевдонимом Норман Мид) — стала известной после исполнения Rolling Stones, хотя была до этого исполнена Каем Уиндингом и Ирмой Томас. Раговой также написал Stay with Me, сначала исполненную Лоррэйн Эллисон, а затем Мэри Джей Блайдж.
Раговой был важной закулисной фигурой соул-музыки Восточного побережья США, и написал (один или в соавторстве) несколько произведений, ставшими классикой нью-йоркского и филадельфийского соула 1960-х годов, часто их можно отличить по заметному в них влиянию госпел-музыки. Лучшие из них включают в себя Cry Baby в исполнении Гарнета Миммса, Piece of My Heart, исполненную Эрмой Франклин; Get It While You Can, исполненную Ховардом Тейтом — все эти песни позже будет исполнять Дженис Джоплин.

## Молодость и карьера
Родился в Филадельфии, его отец — еврей, эмигрировавший из Венгрии, по профессии оптометрист. 
Первой записанной песней стала My Girl Awaits Me, исполненная Castelles в 1953 году.
Работал на филадельфийской студии Chancellor Records, где написал сингл группы The Majors A Wonderful Dream, который стал #22 в Billboard Hot 100 в 1962 году. В то же время начал писать песни с другим белым соул-поэтом, автором песен и продюсером Бертом Бернсом, в частности, они написали Cry Baby в исполнении Гарнета Миммса и The Enchanters, достигшую 4 строчки Billboard Hot 100 в 1963 году. Другая известная песня Раговоя, написанная вместе с Бернсом, — Piece of My Heart, первоначально спетая Эрмой Франклин, а позже Дженис Джоплин и Big Brother and the Holding Company. 
С 1966 по 1968 годы Раговой работал продюсером в подразделении Warner Bros. Records — Loma Records. Он стал соавтором нескольких песен, вошедших в репертуар сольных альбомов Дженис Джоплин, включая Try (Just a Little Bit Harder) (изначально исполнена Лоррэйн Эллисон), «Cry Baby» (изначально исполнена Гарнетом Миммсом и The Enchanters), Get it While You Can (изначально исполнена Говардом Тейтом) и My Baby. Незадолго до смерти Джоплин Раговой написал песню специально для её следующего альбома, названную I’m Gonna Rock My Way to Heaven. Песня была исполнена лишь раз 27 мая 2011 года, незадолго до смерти Рагового, в театральной постановке One Night with Janis Joplin; Раговой посетил премьеру показа.
В 1973 году получил Грэмми.
Умер от сердечного приступа 13 июля 2011 года в возрасте восьмидесяти лет.

## Известные произведения
| Песня                                         | Исполнитель                   | Другие                                                                                             |
| --------------------------------------------- | ----------------------------- | -------------------------------------------------------------------------------------------------- |
| «About This Thing Called Love»                | Fabian                        | |
| «Ain’t Nobody Home»                           | Говард Тейт                   | Би Би Кинг, Бонни Рэйтт                                                                            |
| «All I Know is The Way I Feel»                | Ирма Томас                    | Говард Тейт, The Pointer Sisters                                                                   |
| «A Wonderful Dream»                           | The Majors                    | |
| «Cloudy with a Chance of Tears»               | The Manhattans                | |
| «Cry Baby»                                    | Гарнет Миммс и the Enchanters | Дженис Джоплин                                                                                     |
| «Eight Days on the Road»                      | Говард Тейт                   | Арета Франклин, Foghat                                                                             |
| «Either Side of the Same Town»                | Говард Тейт                   | Элвис Костелло                                                                                     |
| «Get It While You Can»                        | Говард Тейт                   | Дженис Джоплин                                                                                     |
| «Heart Be Still»                              | Лоррэйн Эллисон               | |
| «I Can’t Wait Until I See My Baby’s Face»     | Бейби Уошингтон               | Арета Франклин, Дасти Спрингфилд, Дайон Уорвик, Мэйдлин Белл, Пэт Томас                            |
| «I’ll Make It Up to You»                      | Гарнет Миммс и the Enchanters | Manfred Mann                                                                                       |
| «I’ll Take Good Care of You»                  | Гарнет Миммс и the Enchanters | |
| «It’s Been Such a Long Way Home»              | Гарнет Миммс и the Enchanters | |
| «It Was Easier to Hurt Her»                   | Гарнет Миммс и the Enchanters | Крис Фарлоу, Дасти Спрингфилд                                                                      |
| «Looking for You»                             | Гарнет Миммс и the Enchanters | Крис Фарлоу                                                                                        |
| «Love Makin' Music»                           | Барри Уайт                    | |
| «Morning Light» (co-writer with Don Benoliel) | Луи Джордан                   | Royal Crown Revue                                                                                  |
| «Move Me No Mountain»                         | Дайон Уорвик                  | Хэнк Кроуфорд, Чака Хан, Soul II Soul, Love Unlimited                                              |
| «My Baby»                                     | Гарнет Миммс и the Enchanters | Дженис Джоплин, The Yardbirds                                                                      |
| «My Girl Awaits Me»                           | The Castelles                 | |
| «One Way Love»                                | The Drifters                  | Брайан Ферри                                                                                       |
| «Pata Pata»                                   | Мириам Макеба                 | Osibisa, Перси Фейт                                                                                |
| «Piece of My Heart»                           | Эрма Франклин                 | Big Brother and the Holding Company, Дасти Спрингфилд, The Move, Бонни Тайлер, Фейт Хилл           |
| «Ring Bell»                                   | Мириам Макеба                 | |
| «Stay with Me»                                | Лоррэйн Эллисон               | Шэрон Тенди, The Walker Brothers, Бетт Мидлер, Терри Рид, Фил Сеймур, Майкл Гримм, Ten Wheel Drive |
| «Stop»                                        | Говард Тейт                   | James Gang, Джимми Хендрикс, Band of Gypsys, Super Session                                         |
| «Sure Thing»                                  | Дайон Уорвик                  | |
| «Time Is on My Side»                          | Кай Уиндинг                   | Ирма Томас, The Rolling Stones, The Moody Blues, Трейси Нельсон                                    |
| «Try (Just a Little Bit Harder)»              | Лоррэйн Эллисон               | Дженис Джоплин                                                                                     |
| «What’s It Gonna Be»                          | Дасти Спрингфилд              | Барбара Аклин                                                                                      |
| «Where Did My Baby Go»                        | Butterfield Blues Band        | |
| «You Better Believe It»                       | Small Faces                   | |
| «You Don’t Know Nothing About Love»           | Карл Холл                     | Лоррэйн Эллисон, Рене Гейер                                                                        |
| «You Got It»                                  | Дайана Росс                   | |